# Three Days Grace (album)
Three Days Grace je debitanski album kanadskog rock sastava Three Days Grace objavljen 22. srpnja 2003.

## Popis pjesama
| Br. | Skladba                                           | Trajanje |
| --- | ------------------------------------------------- | -------- |
| 1.  | »Burn«                                            | 4:27     |
| 2.  | »Just Like You«                                   | 3:08     |
| 3.  | »I Hate Everything About You«                     | 3:51     |
| 4.  | »Home« (Three Days Grace, Gavin Brown, S. Wilcox) | 4:21     |
| 5.  | »Scared« (Three Days Grace, Matt Walst)           | 3:13     |
| 6.  | »Let You Down«                                    | 3:46     |
| 7.  | »Now or Never«                                    | 3:00     |
| 8.  | »Born Like This«                                  | 3:33     |
| 9.  | »Drown«                                           | 3:28     |
| 10. | »Wake Up«                                         | 3:25     |
| 11. | »Take Me Under«                                   | 4:20     |
| 12. | »Overrated«                                       | 3:30     |

## Ljestvice
| Ljestvica (2009.)              | Najviša pozicija |
| ------------------------------ | ---------------- |
| U.S. Billboard 200             | 69               |
| U.S. Billboard Top Heatseekers | 1                |
| Canadian Albums Chart          | 9                |
| New Zealand Albums Chart       | 47               |